# Płyta Rafy Conway

Płyta pacyficzna zaznaczona kolorem żółtym

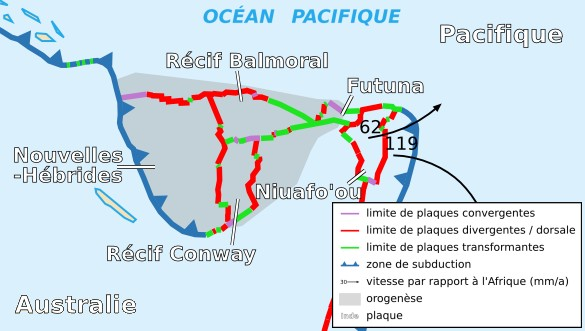
Płyta Rafy Conway

Płyta Rafy Conway (ang. Conway Reef Plate) − niewielka płyta tektoniczna (mikropłyta), położona w zachodniej części Oceanu Spokojnego, uznawana za część większej płyty pacyficznej.
Płyta Rafy Conway od północy graniczy z płytą Rafy Balmoral, od wschodu i południa z płytą australijską i od zachodu z nowohebrydzką.
Obejmuje niewielki fragment Oceanu Spokojnego na zachód od archipelagu Fidżi, m.in. rafę Conway należącą do Fidżi, od której płyta wzięła nazwę.